# 1974年亚洲运动会奖牌榜

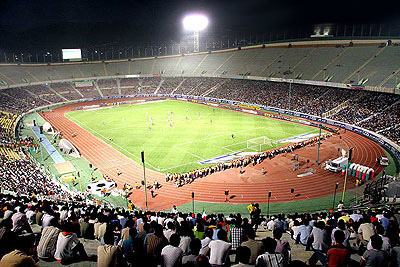
阿里亞梅爾體育中心（現名阿薩迪體育場）是1974年亞運會所有賽事的舉行場地。

1974年亞洲運動會（正式名稱為第七屆亞洲運動會）是自1974年9月1日至16日在伊朗德黑蘭舉行的一次綜合運動會，也是首次在中東國家舉辦的亞洲運動會。這屆亞運會共設有16項比賽項目，又可以細分為202場賽事；共有25個亞洲國家和地區的國家奧委會派出3,010位運動員角逐這些賽事。本屆奧運會參賽國家和地區數目創下歷屆新高；參與對上一屆在泰國曼谷舉行的1970年亞洲運動會的國家和地區只有18個。在這次亞運會中，擊劍、體操（競技體操）和女子籃球首次成為亞運會比賽項目，不過在上一屆亞運會引入的帆船項目卻被取消；帆船項目要到1978年才恢復舉行，並成為往後各屆亞運會的比賽項目。
亞洲運動會聯合會在1973年11月16日舉行會議，決定把中華民國（臺灣）驅逐出亞運會聯合會，並接納中華人民共和國代表中國加入，成為該會會員國。在1974年首度參加亞運會的國家還包括蒙古、北韓、伊拉克、老挝、黎巴嫩和叙利亚。來自阿拉伯國家、巴基斯坦、中國和北韓的運動員以政治理由拒絕在本屆亞運會的網球、擊劍、籃球和足球賽事中與以色列作賽。
在這屆亞運會中奪得獎牌的國家共有19個，其中贏得至少一面金牌的國家共有15個。當中，日本隊贏得175面獎牌，其中包括75面金牌，使之連續七屆登上亞運會獎牌榜榜首。排名第二的是東道主伊朗，該國選手合共贏得81面獎牌（包括36面金牌），是當時伊朗自1951年以來在亞運會取得的最佳成績。首次參加亞運會的中國取得106面獎牌，包括33面金牌，位居第三。在往屆亞運會獎牌榜上排在第二位的南韓在這次亞運會中只能贏得57面獎牌（包括16面金牌），在獎牌榜上退居第四。

## 獎牌榜

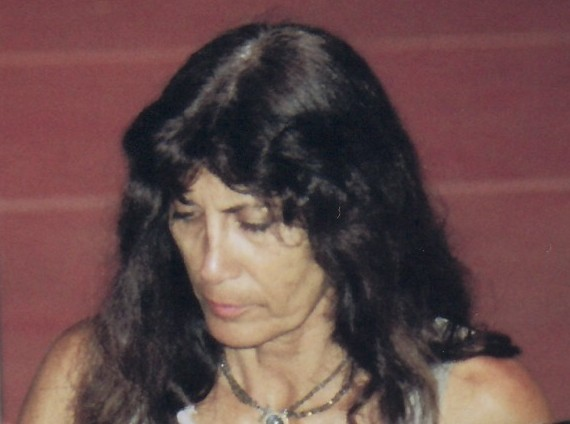
以色列運動員艾斯特·沙哈莫洛夫在女子田徑項目中奪得3面金牌（100米、200米和100米跨欄）。

本表格的排行计算方式与国际奥林匹克委员会奖牌榜的排行計算慣例相符。依照惯例，表格以参赛国（即代表參賽國奧委會的代表團）运动员所获得的总金牌数做为排行的首要依据，其次依序为银牌数及铜牌数。如果多個參賽國的名次在按照這個方式排列次序後，排名仍然不相上下，則判定為同名次，并依据国际奥委会国家编码的字母顺序排列。
本屆亞運會合共頒發609面獎牌（包括202面金牌、199面銀牌和208面銅牌）。其中銅牌總數比金、銀牌總數還要多，這是因為拳擊項目各項賽事（男子輕重量級及重量級賽事除外）均會頒發兩面銅牌。在100公斤以上級自由式摔跤賽事當中，伊朗選手和日本選手打成平手，並列第一名，因此該賽事沒有銀牌得主。男子體操雙槓比賽中，有兩名選手並列第二名，兩人均獲得一面銀牌，銅牌得主因而從缺；女子體操高低槓比賽中也有兩名選手並列首位，該賽事銀牌得主亦因而從缺。
  主辦國
| 排名 | 国家／地区        | 金牌 | 银牌 | 铜牌 | 總數 |
| ---- | ----------------- | ---- | ---- | ---- | ---- |
| 1    | 日本（JPN）       | 75   | 49   | 51   | 175  |
| 2    | 伊朗（IRI）       | 36   | 28   | 17   | 81   |
| 3    | 中国（CHN）       | 33   | 46   | 27   | 106  |
| 4    | 韩国（KOR）       | 16   | 26   | 15   | 57   |
| 5    | 朝鲜（PRK）       | 15   | 14   | 17   | 46   |
| 6    | 以色列（ISR）     | 7    | 4    | 8    | 19   |
| 7    | 印度（IND）       | 4    | 12   | 12   | 28   |
| 8    | 泰国（THA）       | 4    | 2    | 8    | 14   |
| 9    | 印度尼西亚（INA） | 3    | 4    | 4    | 11   |
| 10   | 蒙古（MGL）       | 2    | 5    | 8    | 15   |
| 11   | 巴基斯坦（PAK）   | 2    | 0    | 9    | 11   |
| 12   | 斯里兰卡（SRI）   | 2    | 0    | 0    | 2    |
| 13   | 新加坡（SIN）     | 1    | 3    | 7    | 11   |
| 14   | 缅甸（BIR）       | 1    | 2    | 3    | 6    |
| 15   | 伊拉克（IRQ）     | 1    | 0    | 5    | 6    |
| 16   | 菲律宾（PHI）     | 0    | 2    | 12   | 14   |
| 17   | 马来西亚（MAS）   | 0    | 1    | 4    | 5    |
| 18   | 科威特（KUW）     | 0    | 1    | 0    | 1    |
| 19   | 阿富汗（AFG）     | 0    | 0    | 1    | 1    |
| 總計 | 總計              | 202  | 199  | 208  | 609  |

## 獎牌積分異動
國際舉重聯合會秘書長奧斯卡·斯泰特（Oscar State）在1974年9月10日宣佈北韓舉重選手金仲一（김중일；重量級）和日本舉重選手大內仁（次重量級）在接受藥檢時被驗出對一種禁藥（興奮劑）呈陽性反應，並褫奪兩人所獲得的所有獎牌。金仲一此前在重量級賽事中獲得3面金牌（抓舉、挺舉、總成績），而大內則在次重量級賽事中奪得兩面金牌（抓舉、總成績）和一面銀牌（挺舉）。金氏一般都會參加次重量級賽事，不過由於他剛好超重，因此他要被迫參加重量級賽事；他的參賽資格被取消後，伊朗的胡尚·喀噶爾內賈德（Houshang Kargarnejad）補上，贏得本來全屬金仲一的3面金牌。而大內奪得的抓舉金牌和挺舉銀牌則改由中國的錢玉凱獲得，伊朗的阿里·瓦利（Ali Vali）則成為總成績金牌得主。